# Contracción (gramática)
La contracción es un recurso morfo-fonológico que consiste en modificar una o varias palabras, generalmente con omisión de sonidos internos, dando un resultado más fácil de pronunciar. [cita requerida]

## Contracciones en español
En español, para realizar las contracciones se recurre a las figuras de dicción, principalmente de transformación y de omisión, siendo la más común la sinalefa, como en las palabras “al” (por “a el”) y “del” (por “de el”).
Otra de las formas posibles y aceptadas de realizar una contracción en el español es uniendo dos palabras a través de vocales; es decir, cuando la primera palabra termina en vocal y la segunda palabra empieza con vocal; ejemplos de este tipo son “desto” y “desta” (por “de esto” y “de esta”), o también “esotro” y “esotra” (en lugar de decir “ese otro” y “esa otra”, respectivamente); este caso sucede en España; en Hispanoamérica, en cambio, estas contracciones no se usan. Pero, en algunas regiones, sí estas: "palante" y "patrás" (por "para delante" y "para atrás").
En la actualidad, en algunos ámbitos se utiliza el falso galicismo portmanteau (procede del inglés, y se pronuncia “pormantó”) para referirse a las palabras formadas que recurren a la contracción. Lo que en inglés se denomina así, corresponde al acrónimo.
La contracción en gramática es un concepto bastante próximo al de neologismo-fusión.